# Kapitan Nemo

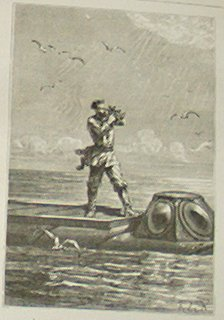
Kapitan Nemo podczas pomiarów.

Kapitan Nemo (nemo  łac. nikt) – postać literacka z powieści Juliusza Verne’a Dwadzieścia tysięcy mil podmorskiej żeglugi oraz Tajemnicza wyspa.
Projektant, budowniczy i dowódca okrętu podwodnego Nautilus. Był wysoki, miał niebieskie oczy i bladą cerę. W powieści 20 000 mil podmorskiej żeglugi trudno określić jego wiek, ale to dojrzały mężczyzna. Był człowiekiem spokojnym i łagodnym, jednak kiedy popadł w gniew, potrafił być porywczy. Pewny siebie i dumny, zachowywał dystans wobec swoich gości. Jego załogę stanowili ludzie z różnych krajów, dobrzy, odważni i szlachetni, a także lojalni wobec siebie i swego kapitana.

## 20 000 mil podmorskiej żeglugi

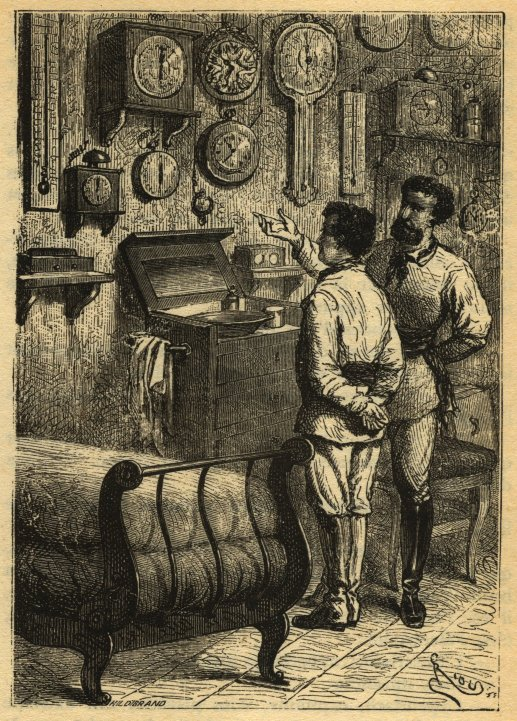
Kajuta kapitana Nemo

W powieści Dwadzieścia tysięcy mil podmorskiej żeglugi, której akcja rozgrywa się w latach 1867-1868, Nemo był kapitanem podwodnego okrętu Nautilus (po łacinie „pływak”). Ukrywał swoje prawdziwe nazwisko pod pseudonimem „Nemo”, czyli po łacinie „nikt”. Jego dewiza brzmiała: mobilis in mobili, czyli ruchome w ruchomym. Swoim okrętem podwodnym mścił się na Anglikach, niszcząc ich statki – zatapiał je poprzez taranowanie. Jego okręt uznano za morskiego potwora i wysłano okręt wojenny na jego trop. Nemo jednak uszkodził go, zaś kilku pasażerów, którzy przypadkiem znaleźli się na grzbiecie jego łodzi, zaprosił do środka, jednak bez możliwości powrotu do cywilizacji. Przypadkowymi gośćmi kapitana Nemo stali się: profesor Aronnax, jego służący Conseil i harpunnik Ned Land. Niewiele dowiadują się o przeszłości gospodarza: studiował w Londynie, Paryżu i Nowym Jorku, później zerwał z cywilizacją, przysięgając sobie, że nigdy nie postawi stopy na lądzie. Nemo jest miłośnikiem sztuki, uczonym, przede wszystkim zaś genialnym wynalazcą – wymyślony przez niego Nautilus z ogromną prędkością porusza się w głębinach mórz i oceanów za pomocą elektrycznego napędu. Bogactwami zdobywanymi w czasie tych wypraw wspomaga powstańców walczących na Krecie z Turkami. Nienawidzi tyranów, którzy pozbawili go ojczyzny, zabili rodzinę. W okrętowym gabinecie wiszą portrety tych, którzy poświęcili się dla ludzkości, m.in. Tadeusza Kościuszki. Nemo ukazuje swym gościom podwodny świat, w którym rządzą własne prawa, ale nie chce ich wypuścić, gdyż boi się, że mogą oni opowiedzieć komuś o tym, co widzieli na Nautilusie. Pod koniec powieści Nemo jest wyraźnie zmęczony zemstą, jakiej dokonuje. Osłabioną czujność kapitana wykorzystują jego przymusowi goście, uciekając z pokładu statku niewielką szalupą.

## Tajemnicza wyspa

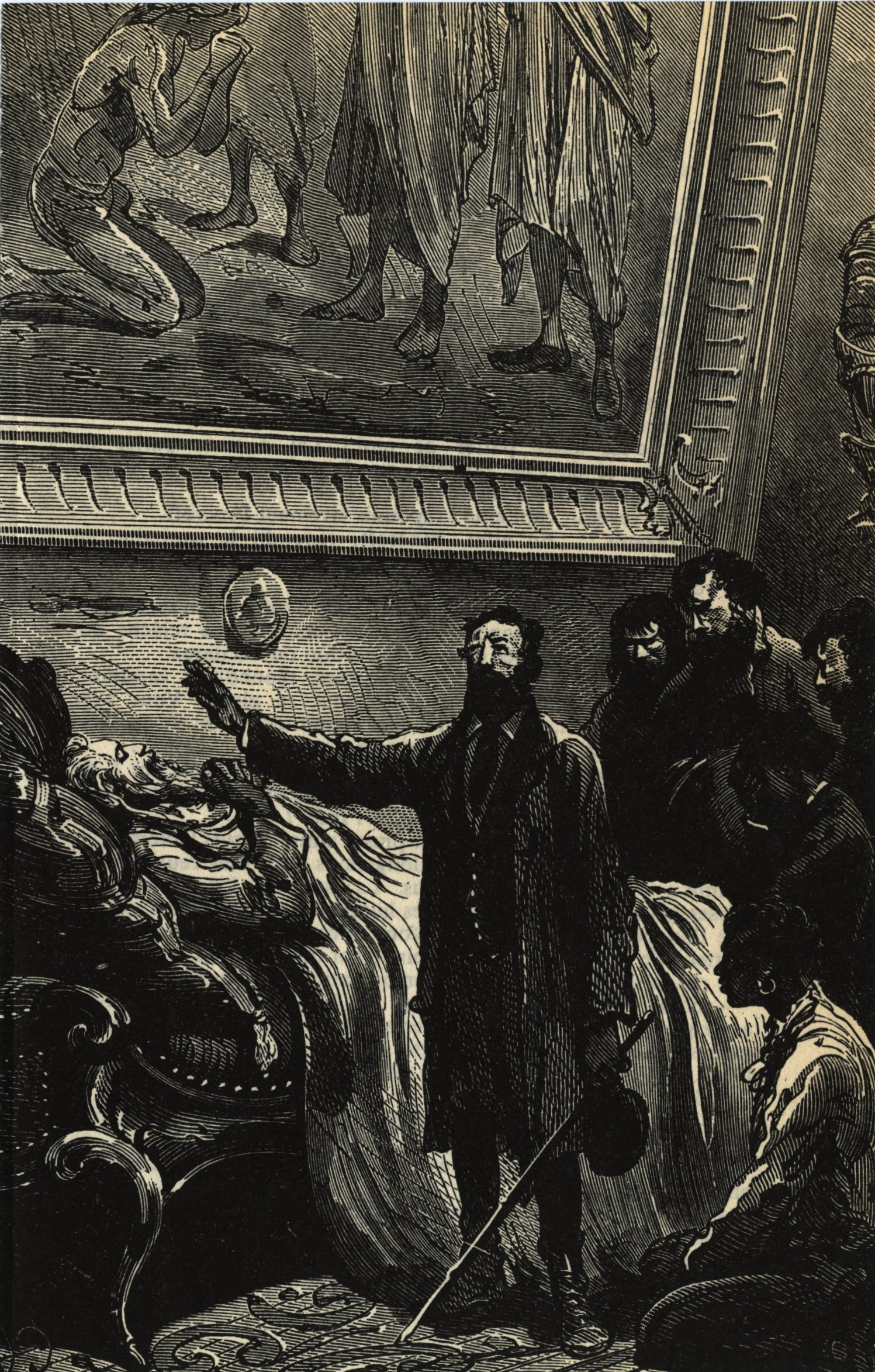
Śmierć kapitana Nemo.

W Tajemniczej wyspie okazuje się, że Nautilus przetrwał spotkanie z wirem wodnym, zaś Nemo wyzdrowiał i dalej podróżował po morzach i oceanach. Podczas jednej z wycieczek osiedlił się na tytułowej wyspie, która stała się jego bazą. Możliwe, że znał tę wyspę już wcześniej. Na wyspie zmarli kolejno członkowie jego załogi i wreszcie Nemo został sam. Kapitan stał się tajemniczym opiekunem grupki Amerykanów, którzy pod przywództwem Cyrusa Smitha wiosną 1865 r. uciekli balonem ze Stanów Zjednoczonych z niewoli wojsk Konfederacji i na skutek katastrofy wylądowali na bezludnej wyspie na Pacyfiku. Przez trzy lata Nemo dostarczał im lekarstwa, narzędzia i broń, ostrzegał przed niebezpieczeństwami, a nawet unicestwił statek piracki, który wpłynął do zatoki wyspy i zagroził uciekinierom – Nemo nie miał litości dla rzezimieszków. Ujawnia się kolonistom tuż przed własną śmiercią – ma wówczas 66 lat. Nie chciał umierać na tej wyspie, ale nie miał wyjścia, gdyż Nautilus wpłynął do podwodnej groty, której wejście zostało zasypane kamieniami. Swoim nowym znajomym wyjawia, że nazywa się książę Dakkar, jest synem radży niepodległego Bundelkundu. Gdy miał 9 lat, ojciec wysłał go na studia do Europy, wierząc, że zdobyta tam wiedza pomoże mu pewnego dnia wypędzić z jego kraju Anglików. W Europie Dakkar osiągnął wielkie sukcesy towarzyskie i wspaniałe wyniki jako uczony i artysta. Po powrocie do ojczyzny ożenił się ze szlachetną Hinduską, miał dwójkę dzieci. W 1857 r. stanął na czele powstania przeciw Anglikom. Powstanie poniosło klęskę, a zwycięzcy zamordowali najbliższych księcia. Książę sam ledwo uszedł z życiem i pałając żądzą zemsty, przeznaczył resztę swego majątku na zbudowanie Nautilusa. Zebrawszy wierną załogę, uciekł od świata i od cywilizacji. Po tej spowiedzi Nemo ostrzega jeszcze przyjaciół, by uciekali z wyspy, gdyż ona niedługo zostanie zniszczona przez wybuch wulkanu, a potem umiera. Zgodnie z ostatnim życzeniem ciało Nemo wraz z łodzią podwodną zostaje zatopione i osiada na dnie oceanu.

## Charakterystyka postaci

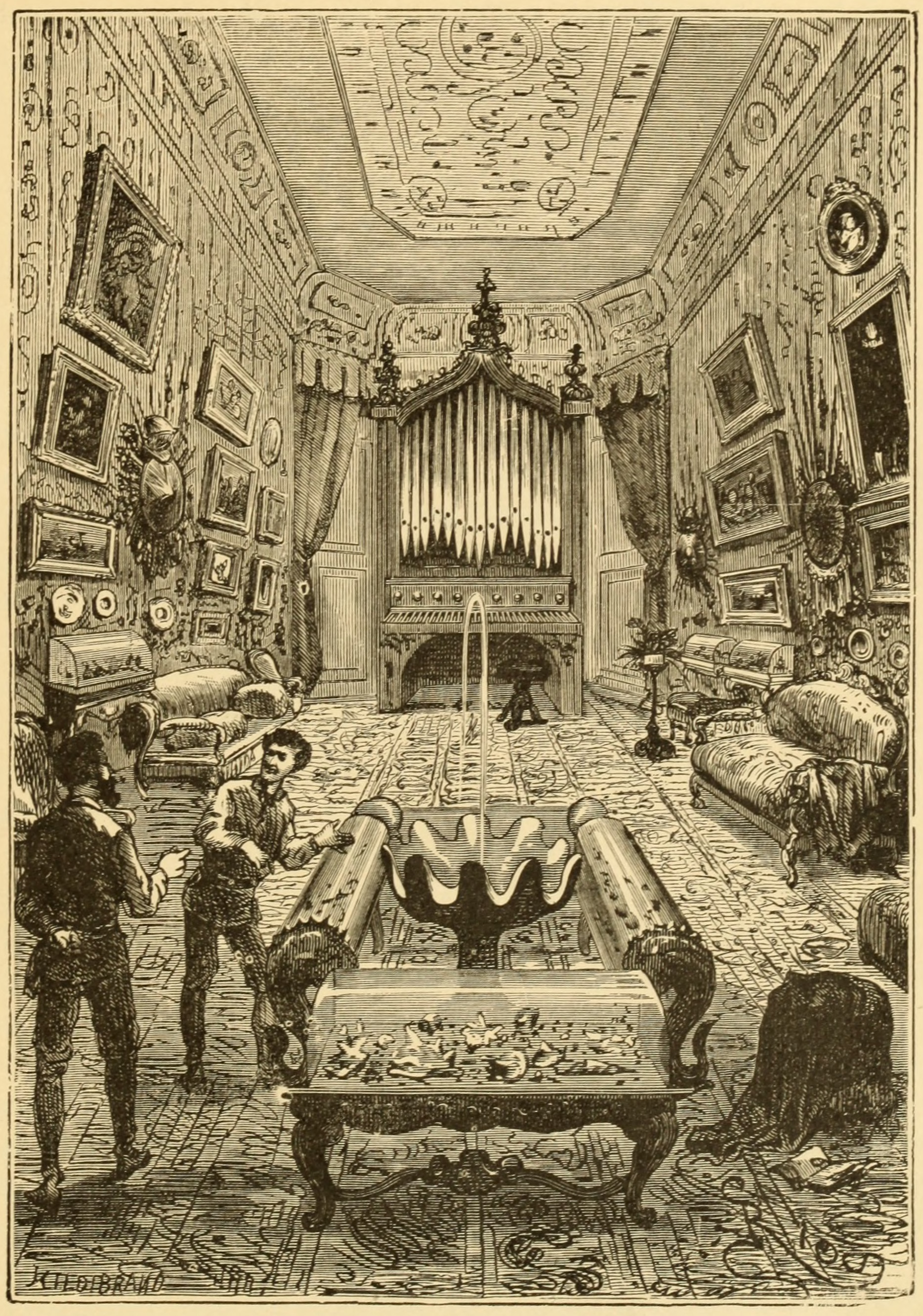
Sala główna na Nautiliusie.

Kapitan Nemo jest w zasadzie jedyną vernowską postacią z silnie zarysowanym charakterem i żelazną osobowością. Konsekwentnie wykonywał swoją zemstę, pływając po morzach. Człowiek o nieprzeciętnej osobowości, nie zwiodły go bogactwa, które posiadł, nie stał się zachłanny, właściwie oceniał siebie. Cenił oddanie, bohaterstwo i poświęcenie załogi, zdobył jej szacunek. Cieszył się ogromnym autorytetem. Najbardziej cenił wolność. Był to człowiek prawy i szlachetny. Choć mścił się za doznane krzywdy, bardzo to przeżywał. Chciał, „by to się raz skończyło”. Głęboko nieszczęśliwy, schronił się na dnie morza. Zachował jednak kontakt z ludźmi walczącymi o wolność (powstańcy greccy czy uciekinierzy z więzienia konfederatów), pomagał im, ile mógł. Wzruszała go także nędza ludzi wykorzystywanych przez innych. Hinduskiemu rybakowi uratował życie z narażeniem swojego, a potem ofiarował mu woreczek z perłami. Utrzymywał, że i on należy do mieszkańców „kraju uciśnionych”. Marzył o innym, lepszym świecie, który by można zbudować w morskich głębinach. Do tego świata ludzka podłość, bezwzględność, egoizm nie miałyby dostępu. Byłyby to miasta „wolne i niezależne”. Kapitan Nemo był więc idealistą – marzył o doskonałym świecie i doskonałych ludziach. Potrafił taki świat na małą skalę stworzyć w podmorskich przestworzach. Kochał morze. Nienawidził zabijania dla samego zabijania i nigdy nie pozwalał na nie, np. odmówił Nedowi polowania na płetwale błękitne, zezwolił natomiast na walkę z okrutnymi kaszalotami, które całą watahą zaatakowały spokojne płetwale.
W postaci kapitana Nemo pisarz dał wyraz swej wierze w potęgę ludzkiego umysłu i jego zdolność przenikania największych tajemnic natury oraz w to, że nauka może przysłużyć się walce człowieka o wolność. Pierwotnie Verne tworząc tę postać zamierzał opisać go jako Polaka – powstańca (Polska w okresie zaborów), lecz z powodów politycznych (stosunki francusko-rosyjskie), po naciskach wydawcy (Pierre-Jules Hetzel) zdecydował się na zmianę narodowości bohatera. Kapitan Nemo w wydrukowanych powieściach jest Hindusem stroniącym od ludzi.

## Kultura masowa
- Kapitan Nemo pojawia się w licznych filmowych adaptacjach powieści Verne’a. W filmie „20 000 mil podmorskiej żeglugi” z 1954 r. zagrał go James Mason, w roli Neda Landa wystąpił Kirk Douglas.
- Kapitan Nemo pojawia się jako członek komiksowej i filmowej Ligi Niezwykłych Dżentelmenów.

- Powstał film Powrót kapitana Nemo, w którym grupa naukowców podczas II wojny światowej odnajduje Nautilusa z zahibernowanym kapitanem Nemo, który pomaga walczyć z hitlerowskim naukowcem, a także poszukuje Atlantydy.

- Szwedzki zespół Dive (Chris Lancelot i Erik Holmberg) skomponował utwór „Captain Nemo” wydany w 1990. W 1993 brytyjska sopranistka Sarah Brightman zaśpiewała cover tej piosenki w swoim albumie „Dive”.

- Na płycie zespołu Sopor Aeternus & the Ensemble of Shadows z 2010 roku, „A Strange Thing To Say”, znajduje się utwór „20 000 Leagues Under the Sea (or the history of steapunk)”. Jest to alternatywna wersji historii kapitana Nemo.

- Kapitan Nemo pojawił się w książce Zbigniewa Nienackiego „Nowe przygody Pana Samochodzika” (od lat 90.XX wieku jako „Pan Samochodzik i Kapitan Nemo”).

- Parodia Kapitana Nemo pojawiła się też w polskiej grze „Reksio i Kapitan Nemo”.

- Kapitan Nemo pojawił się w sezonie 6 amerykańskiego serialu stacji ABC „Dawno, dawno temu” (2016).
- Polski wokalista Bogdan Gajkowski posługuje się pseudonimem artystycznym Kapitan Nemo.

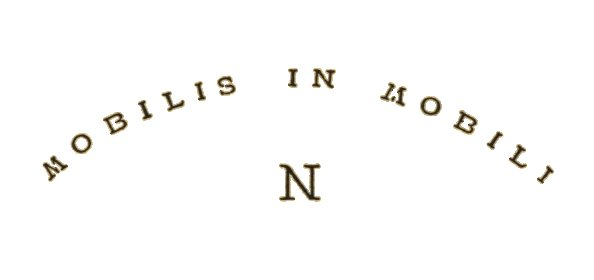
Łacińskie motto kapitana Nemo.